# 9693 Bleeker
9693 Bleeker eller 6547 P-L är en asteroid i huvudbältet som upptäcktes den 24 september 1960 av den nederländsk-amerikanske astronomen Tom Gehrels och det nederländska astronomparet Ingrid van Houten-Groeneveld och Cornelis Johannes van Houten vid Palomarobservatoriet. Den är uppkallad efter Johan Bleeker.
Den tillhör asteroidgruppen Nysa.